# USS Kraké
El Union Sportive Seme Kraké es un equipo de fútbol de Benín que milita en la Liga 3, la tercera división de fútbol más importante del país.

## Historia
Fue fundado en la capital Porto Novo y nunca ha sido campeón de liga Premier ni tampoco sabe lo que es ser campeón de Torneos de Copa en Benín.
A nivel internacional ha participado en 1 torneo continental, en la Copa Confederación de la CAF 2011, donde fue eliminado en la Ronda Preliminar por el MAS Fez de Marruecos.

## Participación en competiciones de la CAF
| Temporada | Torneo                       | Ronda      | Club    | Casa | Visita | Global |
| --------- | ---------------------------- | ---------- | ------- | ---- | ------ | ------ |
| 2011      | Copa Confederación de la CAF | Preliminar | MAS Fez | 1-1  | 1-4    | 2-5    |

## Ex Entrenadores
- Raoul Zamba (2006)
- Johnson Ampomah (2007-09)
- Thomas Nana Ampomah (2009)
- Jules Accorsi (2009-10)
- Moussa Latoundji (2010-2014)
- Bruno Goudjo (2014-17)
- Lassina Koné (2017-19)
- Koffi Komlan (2019-)